# Walter Scheidel
Walter Scheidel (ur. 1966) – austriacki historyk, profesor i wykładowca na Uniwersytecie Stanforda, zajmujący się zagadnieniami z zakresu historii gospodarczej i społecznej a także historii porównawczej, z naciskiem na demografię historyczną, rynek pracy, nierówności dochodowe oraz rozwój państwa.

## Życiorys
W 1989 roku Scheidel ukończył studia historii starożytnej na Uniwersytecie Wiedeńskim i uzyskał tytuł magistra M.Phil. W 1993 roku obronił pracę doktorską z historii starożytnej i uzyskał tytuł doktora a w 1998 roku – stopień doktora habilitowanego. W latach 1990–1995 wykładał historię starożytną na Uniwersytecie Wiedeńskim. W latach 90. XX wieku studiował i pracował również na uczelniach zagranicznych: na University of Cambridge (1994), University of Michigan (1995) i École pratique des hautes études (1998). W 1999 roku wyjechał do Stanów Zjednoczonych, gdzie podjął pracę na Uniwersytecie Stanforda. W latach 2000–2002 prowadził gościnne wykłady na University of Chicago. Od 2003 roku związany ponownie z Uniwersytetem Stanforda, gdzie od 2004 roku jest profesorem historii klasycznej a od 2012 również historii a od 2008 roku zajmuje stanowisko Dickason Professor in the Humanities. Od 2013 roku zajmuje również pozycję Catherine R. Kennedy and Daniel L. Grossman Fellow in Human Biology.

## Działalność naukowa
Scheidel zajmuje się przede wszystkim zagadnieniami z zakresu historii gospodarczej i społecznej a także historii porównawczej, z naciskiem na demografię historyczną, rynek pracy i nierówności dochodowe oraz rozwój państwa. W 2012 roku wraz z Elijah Meeksem stworzył model przestrzenny sieci powiązań starożytnego Rzymu – ORBIS – The Stanford Geospatial Network Model of the Roman World. Propaguje otwarty dostęp do publikacji z zakresu historii starożytnej.    

## Publikacje
Scheidel jest redaktorem czternastu publikacji oraz autorem ponad 200 artykułów, recenzji i rozdziałów książkowych z zakresu historii starożytnej. Był jednym z założycieli serii Princeton/Stanford Working Papers in Classics, której publikacje koordynuje. Jest jednym z edytorów czasopisma Historia: Zeitschrift für Alte Geschichte, członkiem kolegium redakcyjnego Explorations in Economic History i Cliodynamics: The Journal of Theoretical and Mathematical History, oraz jednym z edytorów serii Oxford Studies in Early Empires i Historia Einzelschriften.   
Jego monografie obejmują:
- Grundpacht und Lohnarbeit in der Landwirtschaft des römischen Italien, 1994
- Measuring sex, age and death in the Roman empire: explorations in ancient demography, 1996
- Death  on  the  Nile:  disease  and  the  demography  of  Roman  Egypt, 2001
- The  great  leveler:  violence  and the  history  of inequality  from  the  Stone  Age  to  the twenty-first  century, 2017

Redagował lub współredagował:
- The Science of Roman History, 2018
- On Human Bondage: After Slavery and Social Death, 2017
- State Power in Ancient Rome and China, 2015
- Fiscal Regimes and the Political Economy of Premodern States, 2015
- The Oxford Handbook of the State in the Ancient Near East and Mediterranean, 2013
- The Cambridge Companion to the Roman Economy, 2012
- The Oxford Handbook of Roman Studies, 2010
- Rome and China: Comparative Perspectives on Ancient World Empires, 2009
- The Dynamics of Ancient Empires, 2009
- The Cambridge Economic History of the Greco-Roman World, 2007

## Członkostwa
- 2015 – członek korespondencyjny Austriackiej Akademii Nauk[6]

## Wyróżnienia i nagrody
- 1995–1995 – Erwin Schroedinger Fellow, Austrian Research Council[2]
- 2005–2006 – New Directions Fellowship of the Andrew W. Mellon Foundation[2][6]
- 2007–2008 – Fellow, Center for Advanced Study in the Behavioral Sciences[2]
- 2017–2018 – John Simon Guggenheim Memorial Fellowship[2][6]